# West Quay

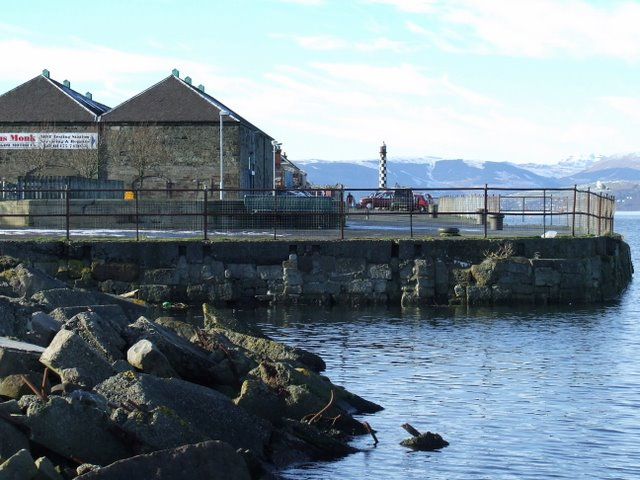
Der West Quay aus östlicher Richtung; links sind die Speichergebäude, im Hintergrund der West-Quay-Leuchtturm zu erkennen

Der West Quay ist ein Kai in der schottischen Stadt Port Glasgow in der Council Area Inverclyde. 1990 wurde das Bauwerk in die schottischen Denkmallisten in der Kategorie B aufgenommen.

## Beschreibung
Der West Quay liegt am Südufer des Firth of Clyde und war einst Teil des weitläufigen Hafens von Port Glasgow. Heute ist er einer der wenigen erhaltenen Fragmente dieser einst bedeutenden Anlage. Zu der Anlage gehören mit den Speichergebäuden, dem West-Quay-Leuchtturm und dem Perch Light drei weitere denkmalgeschützte Bauwerke. Die L-förmige Kaianlage stammt aus dem frühen 19., eventuell auch schon aus dem späten 18. Jahrhundert. Sie beschreibt am Westende einen leichten Bogen. Das Bauwerk wurde in Schichtmauerwerk aus behauenen und bearbeiteten Natursteinquadern errichtet. Einst verlief ein schienengelagerter Kran entlang des Kais, welcher dem Transport von Bojen in die Lagerhäuser diente. Die Gleise sind heute noch erhalten. Ebenso die gusseisernen Poller zum Vertäuen der Schiffe.